# Elaine-Bennett-Forschungspreis
Der Elaine-Bennett-Forschungspreis (englisch: Elaine Bennett Research Prize) ist eine seit 1998 im zweijährigen Turnus vergebene Auszeichnung der American Economic Association zur Förderung herausragender Beiträge junger Frauen im Bereich der Wirtschaftswissenschaften.
Der Preis ist nach der Wirtschaftswissenschaftlerin Elaine Bennett benannt, die sich neben ihren Beiträgen zu Wirtschaftstheorie und experimenteller Ökonomik als Mentorin junger Forscherinnen einen Namen gemacht hatte. Fünf der Preisträgerinnen wurden zudem mit der John Bates Clark Medal ausgezeichnet (Stand: 2020). Die Preisträgerin von 2002, Esther Duflo, erhielt 2019 den Alfred-Nobel-Gedächtnispreis für Wirtschaftswissenschaften.

## Preisträgerinnen
| Jahr | Preisträger         | Institution                               | John Bates Clark Medal |
| ---- | ------------------- | ----------------------------------------- | ---------------------- |
| 1998 | Judith Chevalier    | University of Chicago                     |                        |
| 2000 | Susan Athey         | Massachusetts Institute of Technology     | 2007                   |
| 2002 | Esther Duflo        | Massachusetts Institute of Technology     | 2010                   |
| 2004 | Marianne Bertrand   | University of Chicago                     |                        |
| 2006 | Monika Piazzesi     | University of Chicago                     |                        |
| 2008 | Amy Finkelstein     | Massachusetts Institute of Technology     | 2012                   |
| 2010 | Erica Field         | Harvard University                        |                        |
| 2012 | Anna Mikusheva      | Massachusetts Institute of Technology     |                        |
| 2014 | Emi Nakamura        | Columbia University                       | 2019                   |
| 2016 | Marina Halac        | Columbia University/University of Warwick |                        |
| 2018 | Melissa Dell        | Harvard University                        | 2020                   |
| 2020 | Stefanie Stantcheva | Harvard University                        |                        |
| 2022 | Rebecca Diamond     | Stanford University                       |                        |
| 2023 | Maya Rossin-Slater  | Stanford University                       |                        |
| 2024 | Maryam Farboodi     | MIT Sloan School of Management            |                        |